# 마산면 (해남군)
마산면(馬山面)은 대한민국 전라남도 해남군의 면이다.

## 행정 구역
- 노하리(路下里)
- 맹진리(孟津里)
- 산막리(山幕里)
- 상등리(上嶝里)
- 송석리(松石里)
- 연구리(燕邱里)
- 외호리(外湖里)
- 용전리(龍田里)
- 장촌리(長村里)
- 학의리(鶴儀里)
- 화내리(禾內里)